# Polystachya expansa
Polystachya expansa är en orkidéart som beskrevs av Henry Nicholas Ridley. Polystachya expansa ingår i släktet Polystachya och familjen orkidéer.
Artens utbredningsområde är São Tomé. Inga underarter finns listade i Catalogue of Life.